# Tímpano (zoología)

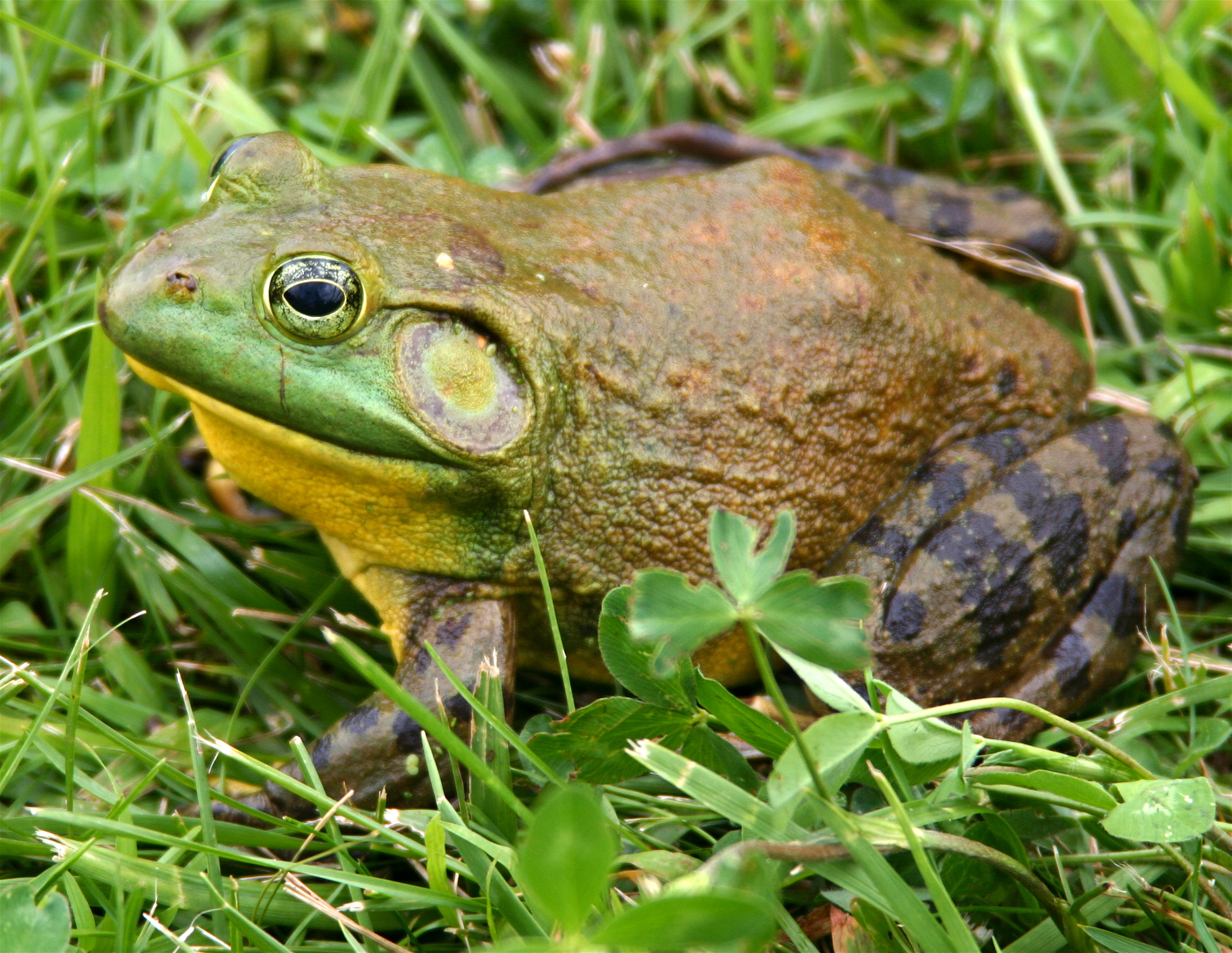
Tímpano circular cerca del ojo de un macho de rana toro.

En zoología, el tímpano es una estructura auditiva externa en animales como mamíferos, aves, algunos reptiles, algunos anfibios y algunos insectos.
Utilizando el sonido, los vertebrados y varios insectos son capaces de localizar a su presa, identificar y ubicar a sus depredadores, advertir o a otros individuos, y localizar rivales y compañeros potenciales escuchando los sonidos intencionados o involuntarios que hacen.
En general, cualquier animal que reacciona a sonidos o se comunica mediante sonidos, necesita tener un mecanismo auditivo. Esto típicamente consta de una membrana capaz de vibrar, conocida como tímpano, una cámara auditiva llena con aire y órganos sensoriales para detectar los estímulos auditivos.

## Anuros
En ranas y sapos, el tímpano es una gran membrana externa de forma ovalada hecha de piel no glandular. Está localizada justo detrás del ojo. No procesa ondas de sonido; sino que las transmite a las partes interiores del oído del anfibio, el cual está protegido de la entrada de agua y otros objetos extraños.
El tímpano de una rana funciona de manera similar al del tímpano humano. Es una membrana que se extiende a través de un anillo de cartílago como un tambor que vibra. Cruzando la cámara auditiva hay un huesecillo llamado columella que está conectado al tímpano, y otro, el opérculo, que lo conecta con la membrana ovalada. Esto separa el oído medio del oído interno; y sus movimientos se reflejan en vibraciones en el fluido en el oído interno; estas vibraciones hacen que unos cabellos microscópicos se muevan, los cuales envían señales al cerebro de la rana. Los pulmones de una rana también están involucrados en la recepción del sonido, a pesar de que son menos sensibles que los tímpanos de la rana.